# Казе Гацоли (Пјаченца)
Казе Гацоли је насеље у Италији у округу Пјаченца, региону Емилија-Ромања.
Према процени из 2011. у насељу је живело 27 становника. Насеље се налази на надморској висини од 224 м.